# حركة الشعب (لبنان)
حركة الشعب، حزب سياسي لبناني أسسه النائب السابق نجاح واكيم سنة 2000 صحبة عدة شخصيات تنتمي إلى التيار اليساري والقومي. أنتخب واكيم كرئيس للحركة ومن بين قياديها وأعضاء هيئة التنسيق فيها علي سرحان، إبراهيم الحلبي ورأفت زبداوي. عارضت الحركة السياسات الاقتصادية لرئيس الوزراء رفيق الحريري كما عارضت بشدة القانون الانتخابي لسنة 2000. في نوفمبر 2006 كونت الحركة مع تسعة أحزاب أخرى أهمها الحزب السوري القومي الاجتماعي، حزب البعث اللبناني، التنظيم الشعبي الناصري في لبنان وحركة المرابطون، «تحالف الأحزاب الوطنية» بهدف «منع جر لبنان إلى حرب اهلية» و«بناء الدولة القوية العادلة». توترت علاقتها بحلفائها بعد مقاطعتهم للانتخابات الفرعية لدائرة بيروت الثانية التي شارك فيها وهزم مرشح الحركة إبراهيم الحلبي أمام مرشح تيار المستقبل محمد الأمين عيتاني. أدى ذلك إلى تعليق الحركة نشاطها ضمن المعارضة. ساندت الحركة بقوة حزب الله في حربه ضد إسرائيل وهي تعتبر من أشد المعارضين للسياسة الأمريكية في المنطقة.

## تعليقات على الحركة
في 2/12/1999، أعلنت مجموعة من الناشطين السياسيين والمثقفين عن قيام «حركة الشعب»، وهي حركة تغييرية لا تتبنى أيديولوجيا محددة وثابتة، وهذا الخيار كان بفعل تشتت قوى التغيير اللبنانية والحاجة إلى تجاوز عوامل الفرقة باتجاه استعادة الناس إلى الهم الوطني والاجتماعي العام، إضافة إلى أن أعضاء الحركة ومؤسسيها ينتمون أصلاً إلى مشارب فكرية وطنية وقومية وتقدمية متعددة. وهم يشكلون في الحقيقة مجموعة تتجانس دون أن تتماهى، هاجسهم التحرر والوحدة الوطنية والقومية، ودافعهم بغض الطائفية والاستعمار والاحتلال.
تسعى «حركة الشعب» إلى ممارسة أقصى درجات الديمقراطية في علاقاتها الداخلية، فهي ليست حزباً بالمعنى الكلاسيكي الضيق للكلمة. وللعضو الحق في أن يدعو لرأيه المخالف لرأي الأغلبية وأن يسعى إلى الترويج لرأيه منفرداً أو مع آخرين يشاركونه الرأي نفسه. وله في ذلك أن يتصل بؤسسات الحركة المختلفة، وأن ينشر رأيه في نشرة الحركة.
«حركة الشعب» هي - كما يدل اسمها – حركة للشعب في لبنان بأسره، ولا تستبعد منها إلا من استبعد نفسه لحساب عصبيات طائفية أو مذهبية أو فئوية. وهي تطمح إلى أن تكون حزءاً من ورشة التغيير التي يضطلع بها نقابيون وسياسيون ومثقفون ونقابات وأحزاب... من أجل تحويل الخطاب الوطني اللبناني من مجرد خطاب وموقف إلى مشروع سياسي واجتماعي وثقافي شامل يتصدى للمشاريع الطائفية، ويعمل على خلق مجتمع مقاوم للاحتلال الإسرائيلي وللمخططات الأجنبية التي تطال أمتنا العربية، لذا فهي حركة تعمل بجد من أجل إعادة إنتاج حركة التحرر العربية بالتعاون والتكافل مع القوى الناشطة على هذا الصعيد في مختلف اقطار وطننا العربي.
حركة الشعب تشكل مزيج مهجن من عقيدتي الناصرية والماركسية وتعتبر من انشط الحركات اليسارية في لبنان
وتتعرض الحركة لضغوطات مالية مهمة من قبل تيار المستقبل، وتتمتع باعداد لا يستهان من الاعلاميين خصوصا في قناة الجديد

## مواضيع ذات صلة
- نجاح واكيم
- الناصرية
- القومية العربية
- الماركسية
- اليسارية

## وصلات خارجية
- الموقع الرسمي لحركة الشعب